# جسیکا پره
جسیکا پَره (فرانسوی: Jessica Paré‎؛ زادهٔ ۵ دسامبر ۱۹۸۰) بازیگر و خواننده اهل کانادا است. وی از سال ۱۹۹۹ میلادی تا کنون مشغول فعالیت بوده‌است.
از فیلم‌ها یا مجموعه‌های تلویزیونی که وی در آن‌ها نقش داشته‌است، می‌توان به بروکلین، مد من، گمشده و شوریده و ناپلئون اشاره نمود.